# Stazione di Belgrado Centrale
L'edificio della ex Stazione di Belgrado Centrale (in in serbo Зграда старе Главне железничке станице?, Zgrada stare Glavne železničke stanice), nota fino al 2018 come Stazione di Belgrado Centrale (Železnička stanica Beograd Glavna), è un edificio monumentale di Belgrado che è stato la principale stazione ferroviaria della città dal 1884 al 2018. Progettata dall'architetto Dragiša Milutinović, la struttura è classificata come monumento culturale di grande importanza. Dopo la sua dismissione, l'edificio è in fase di ricostruzione per diventare la nuova sede del Museo di Storia della Serbia.

## Storia

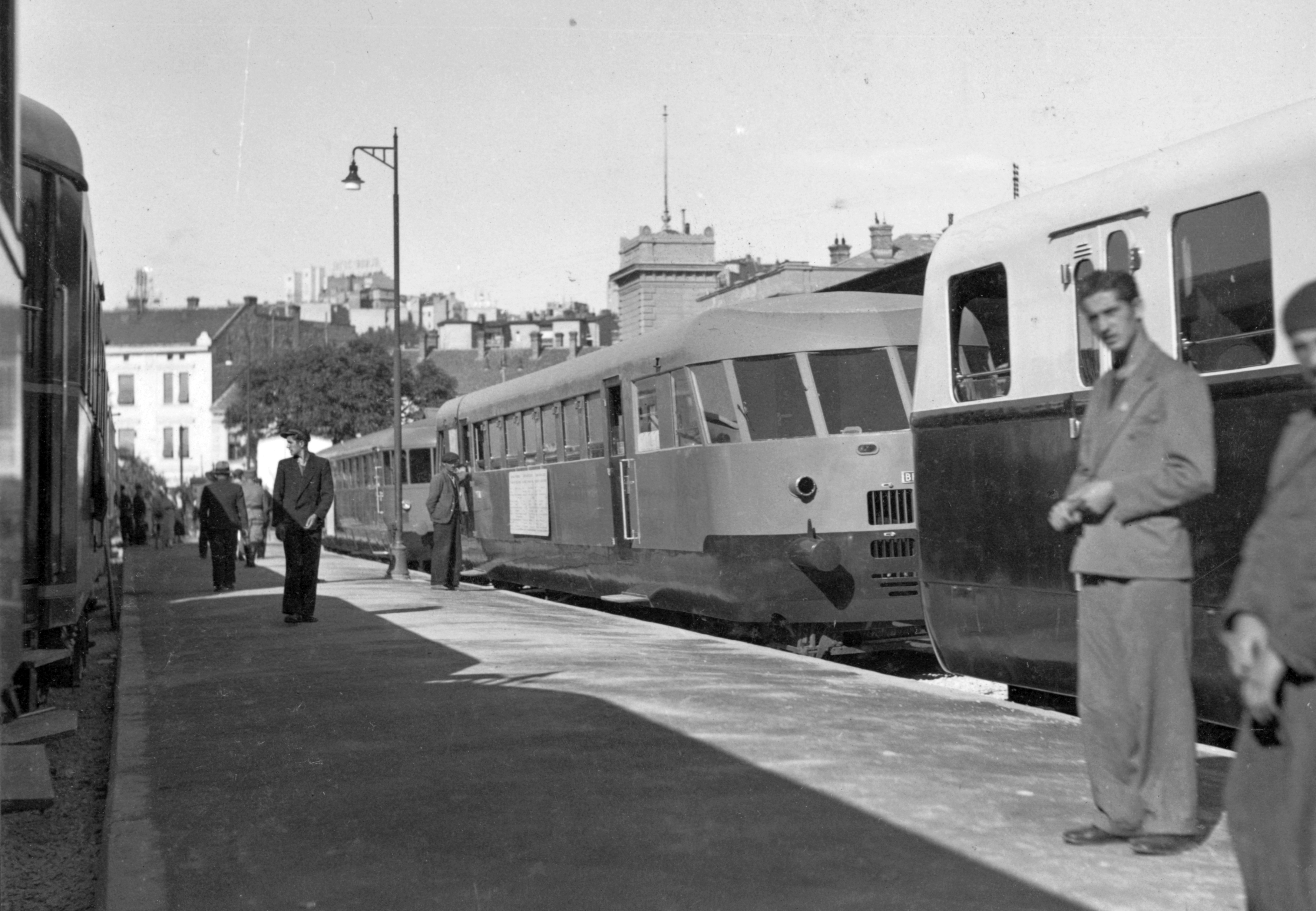
Presentazione di un'automotrice alla stazione nel 1937.

### Costruzione e inaugurazione
La costruzione dell'edificio è direttamente legata alla creazione della prima linea ferroviaria nel Principato di Serbia, la ferrovia Belgrado-Niš, che faceva parte del collegamento internazionale tra Viena e Istanbul. La decisione fu presa dopo il Congresso di Berlino del 1878, che riconobbe l'indipendenza della Serbia. La sua ubicazione fu identificata nel 1881 in un'area paludosa chiamata Ciganska bara (pozza degli zingari).
La costruzione avvenne tra il 1882 e il 1885. Il primo treno partì dalla stazione il 1º settembre (20 agosto secondo il calendario giuliano) 1884, in direzione Zemun. A bordo vi erano il re Milan I, la regina Natalija Obrenović e il principe ereditario Alessandro I. La prima linea passeggeri regolare, diretta a Niš, iniziò a operare il 16 settembre 1884.

### Anni di servizio
Nel 1888 la stazione divenne una tappa del percorso dell'Orient Express. Nel 1892 fu organizzato un ricevimento cerimoniale per Nikola Tesla. La prima automobile di Belgrado arrivò qui in treno il 3 aprile 1903.
Durante la seconda guerra mondiale, l'edificio venne danneggiato dai bombardamenti dell'aprile 1941 e da quelli degli Alleati del 1944. Fu ricostruito nel dopoguerra, con lavori terminati nel 1953. Negli anni '70 e '80 del XX secolo, la stazione raggiunse un picco di 150 treni al giorno.
Nel 2015, durante la crisi europea dei migranti, la stazione e il vicino Parco Bristol divennero uno dei centri principali della cosiddetta "rotta balcanica".

### Dismissione e futuro

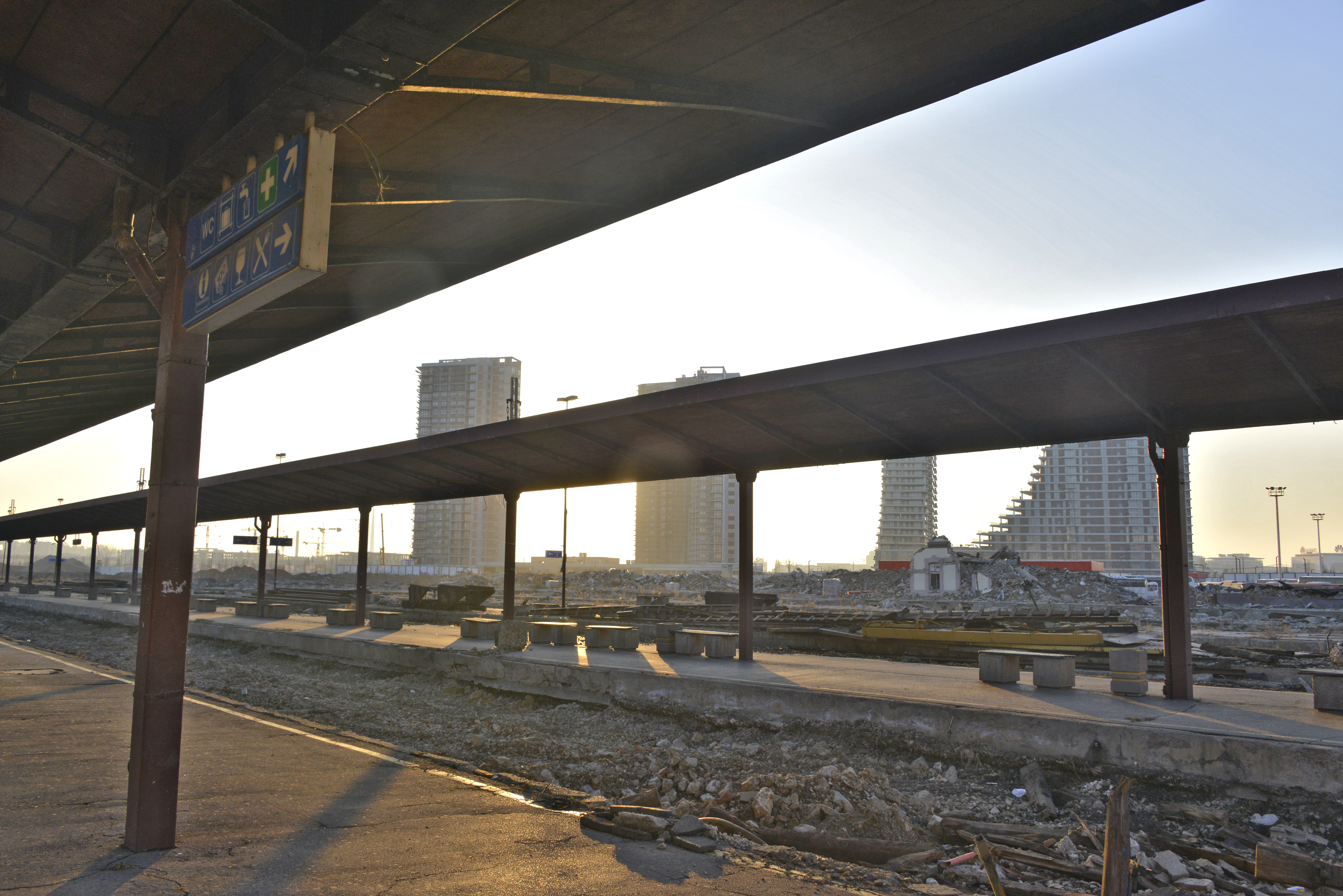
Banchine nel 2019, dopo la dismissione della stazione

La dissoluzione della Jugoslavia negli anni '90 portò a problemi per l'intero traffico ferroviario serbo. Parallelamente, si svilupparono piani per spostare il traffico ferroviario presso una nuova stazione in costruzione, la stazione di Belgrado Centro (Prokop).
Il trasferimento graduale dei treni verso la nuova stazione iniziò nel 2016. Il 1º luglio 2018, l'ultimo treno (l'internazionale 340 per Budapest) lasciò la stazione, che fu così definitivamente chiusa al traffico.
A seguito della dismissione, nell'ambito del progetto Belgrado sull'acqua, i binari furono smantellati. Nel settembre 2020, il governo serbo annunciò la riconversione dell'edificio in un museo dedicato alla storia della Serbia medievale, che in seguito fu modificato nel progetto per il Museo di Storia della Serbia.